# 緬希科夫塔

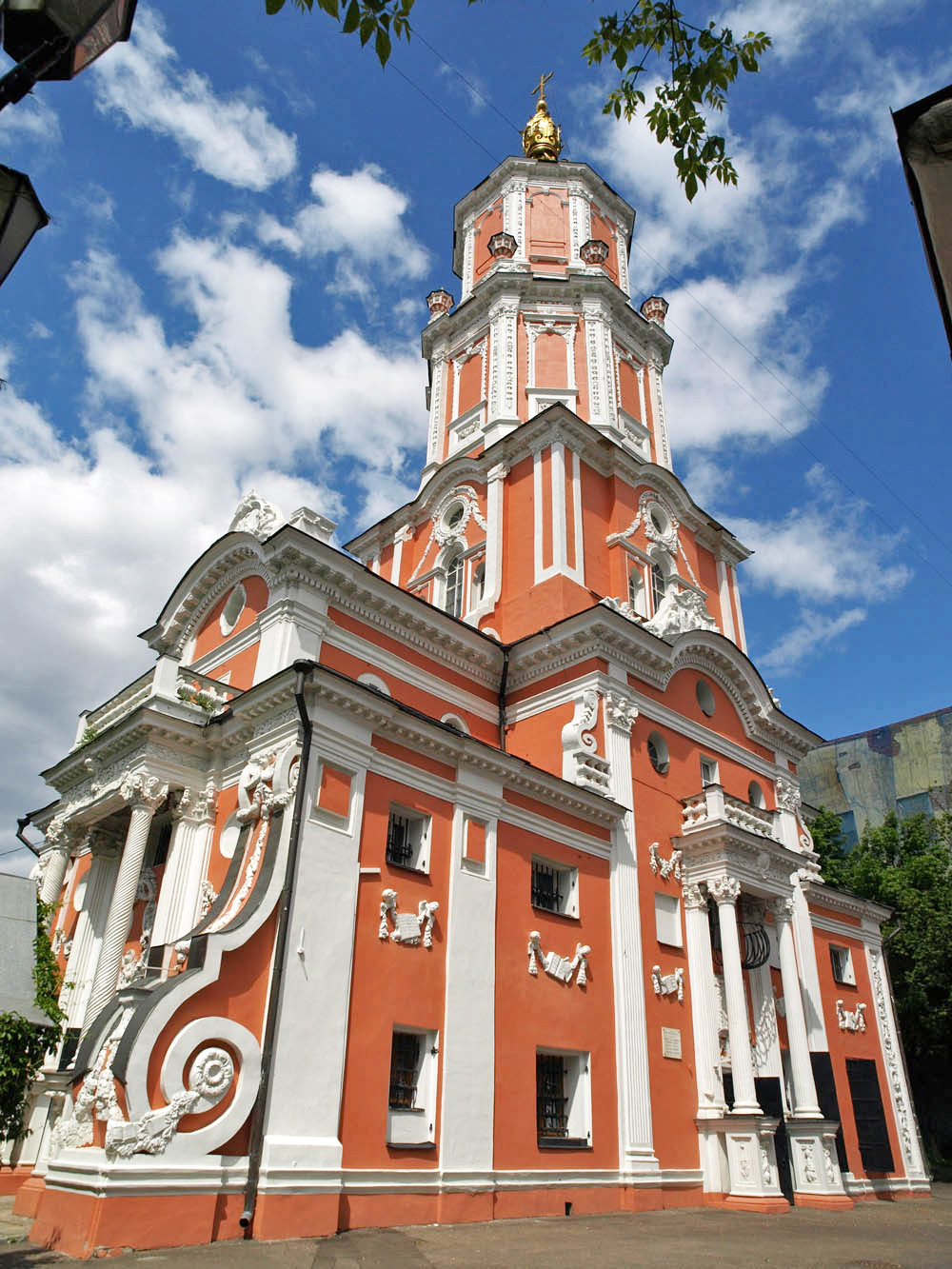
緬希科夫塔

緬希科夫塔（俄语：Меншикова башня），又稱加布里埃爾天使教堂（Church of Archangel Gabriel），是一座位於莫斯科的巴洛克風格的俄羅斯正教會教堂。緬希科夫塔修建於1707年，但其外觀在1770年代大幅改變。

## 外部連結
- Menshikov Tower, Church of Archangel Gabriel (Moscow) （页面存档备份，存于）
- Detailed views of the church

55°45′47″N 37°38′20″E / 55.76306°N 37.63889°E